# Ducula radiata
Ducula radiata là một loài chim trong họ Columbidae.